# Julio Anguita Parrado
Julio Anguita Parrado (1971–2003) fue un periodista y corresponsal de guerra español.
Julio Anguita Parrado murió al ser alcanzado por un misil lanzado por el ejército iraquí mientras realizaba labores de corresponsal de guerra en la invasión de Irak realizada por Estados Unidos, Reino Unido, Australia y Polonia en el año 2003. En ese ataque murieron también el fotógrafo del semanario alemán Focus Christian Liebig y 2 soldados estadounidenses, hubo 15 heridos más.
Solía firmar como «Julio A. Parrado» para evitar cualquier influencia que pudiera derivarse de los cargos políticos que ostentaba su padre Julio Anguita González.

## Biografía
Julio Anguita Parrado nació en la localidad andaluza de Córdoba el 3 de enero de 1971. Era hijo del político Julio Anguita González y de Antonia Parrado Rojas, que fuera teniente de alcalde del Ayuntamiento de Córdoba en el periodo en que Julio Anguita fue alcalde. 
Tras sus estudios primarios de bachiller realizó la carrera de Periodismo en la Universidad Complutense de Madrid. En agosto de 1990 publicó su primer reportaje en el diario Córdoba. 
En el verano de 1993 comenzó a trabajar de becario en la sección internacional en el periódico El Mundo. En 1996 fue destinado como corresponsal de ese periódico en Nueva York, ciudad donde siempre quiso vivir, donde colaboró, entre otros medios, con el portal latino starmedia.com y la edición para América Latina de la revista Fortune. En Nueva York estudió un máster de información financiera. Allí cubrió en directo para su medio los Atentados del 11 de septiembre de 2001.
Hizo un curso de corresponsal de guerra en Quantico (Virginia, EE. UU.) organizado por El Pentágono y fue a trabajar como corresponsal de guerra a Irak a donde se trasladó  21 de marzo de 2003 junto  con la 3.ª División de Infantería del Ejército estadounidense. El 7 de abril, ya en Bagdad, le alcanzó un misil ocasionándole la muerte. Tras ser repatriado, fue enterrado en su ciudad natal el 16 de abril de 2003.

## Las circunstancias del ataque
En el marco de la invasión de Irak realizada en el año 2003  por una coalición de países, encabezados por los Estados Unidos junto con el Reino Unido, Australia y Polonia, que  marcó el inicio de la guerra de Irak, la 3.ª División de Infantería del Ejército estadounidense realizaba una ofensiva sobre Bagdad, capital del país. Junto a las tropas había varios periodistas corresponsales de guerra cubriendo las noticias que se producían en la misma. Julio A. Parrado era uno de ellos. 

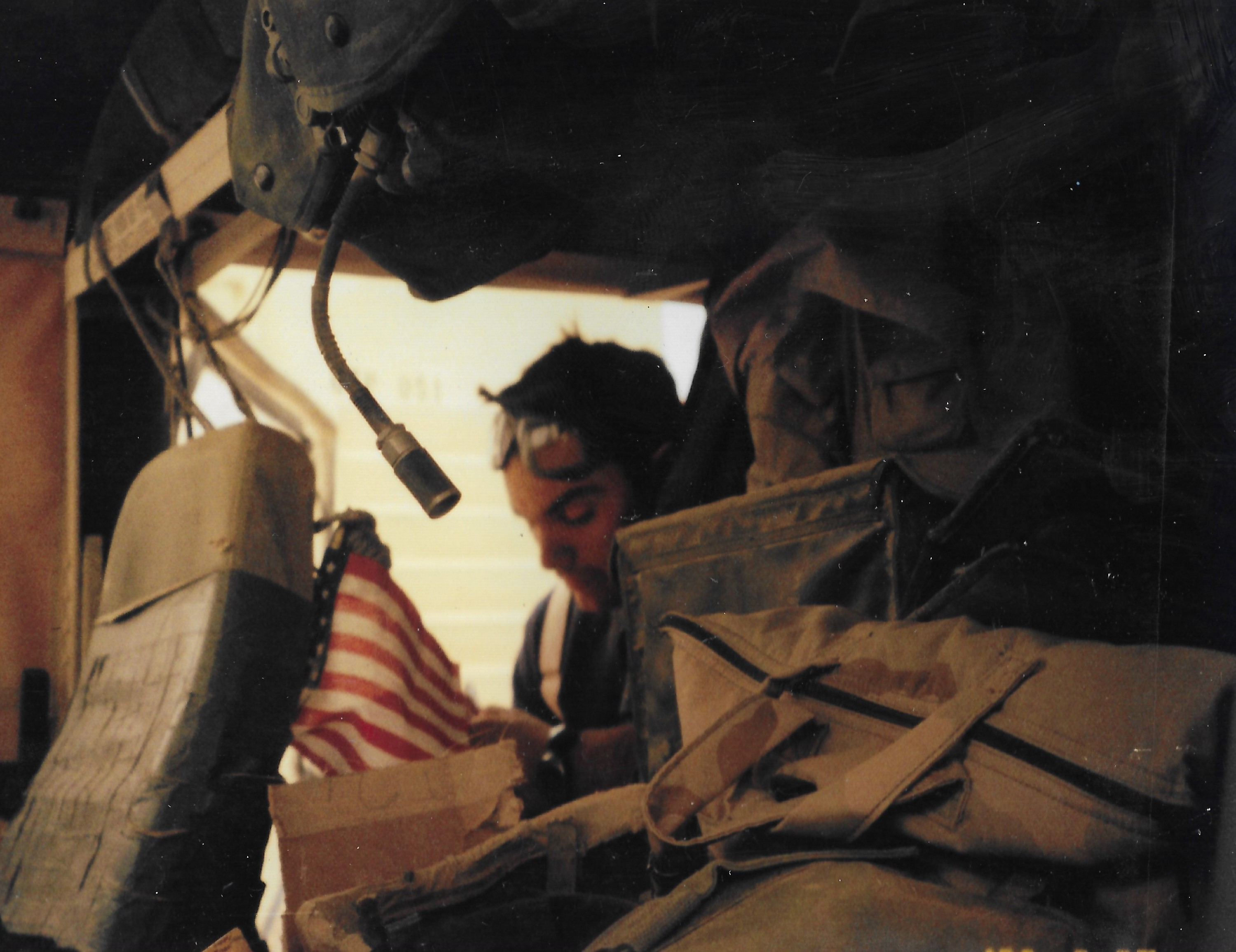
Julio Anguita Parrado en Irak.

La mañana del 7 de abril Julio A. Parrado llamó tres veces a la redacción del diario El Mundo en Madrid donde habló, respectivamente con la redactora Yaiza Perera, Ana Bueno y con el responsable de Información de Internet, Borja Echevarría, a quienes informó que iba a realizarse un ataque sobre la ciudad, que iba a ser la gran noticia del día, y pensaba ir con las tropas atacantes. Al no tener un chaleco adecuado (el suyo carecía de placas de protección) decidió quedarse en el centro de comunicaciones.
La mañana del 7 de abril unidades de marines y la Segunda Brigada de la Tercera División de Infantería realizaron el ataque sobre un centro de comunicaciones en el sur de la ciudad, Julio A. Parrado y el fotógrafo Christian Liebig habían decidido permanecer en el Centro de Mando mientras otros periodistas, como Harald Henden, fotógrafo del periódico noruego Verdens Gang fueron con los atacantes. 
El Centro de Mando fue alcanzado por un misil lanzado desde la ciudad de Hilla situada unos 50 km en la retaguardia de las tropas estadounidenses. El cohete, del que no se definió si fue o no un misil guiado, alcanzó las instalaciones y dejó un gran cráter derruyendo todo el centro de operaciones táctico (puesto de mando móvil que coordina todos los aspectos de las operaciones militares, desde sus planes de ataque hasta sus suministros). El ataque logró entorpecer las operaciones de toda la brigada. El cohete mató a dos periodistas y a dos soldados dejando 15 soldados heridos y 17 vehículos destruidos. 
La muerte de Julio A. Parrado y el reportero gráfico alemán Christian Liebig fue confirmada de manera oficial a las 19:30 horas de ese mismo día. 5 minutos después fue comunicada por el director del periódico, Pedro J. Ramírez, a todo el personal. Se da la circunstancia que 15 meses antes, el 19 de noviembre de 2001 los talibanes habían matado en Afganistán al también periodista de El Mundo Julio Fuentes Serrano.

### La reacción de Julio Anguita

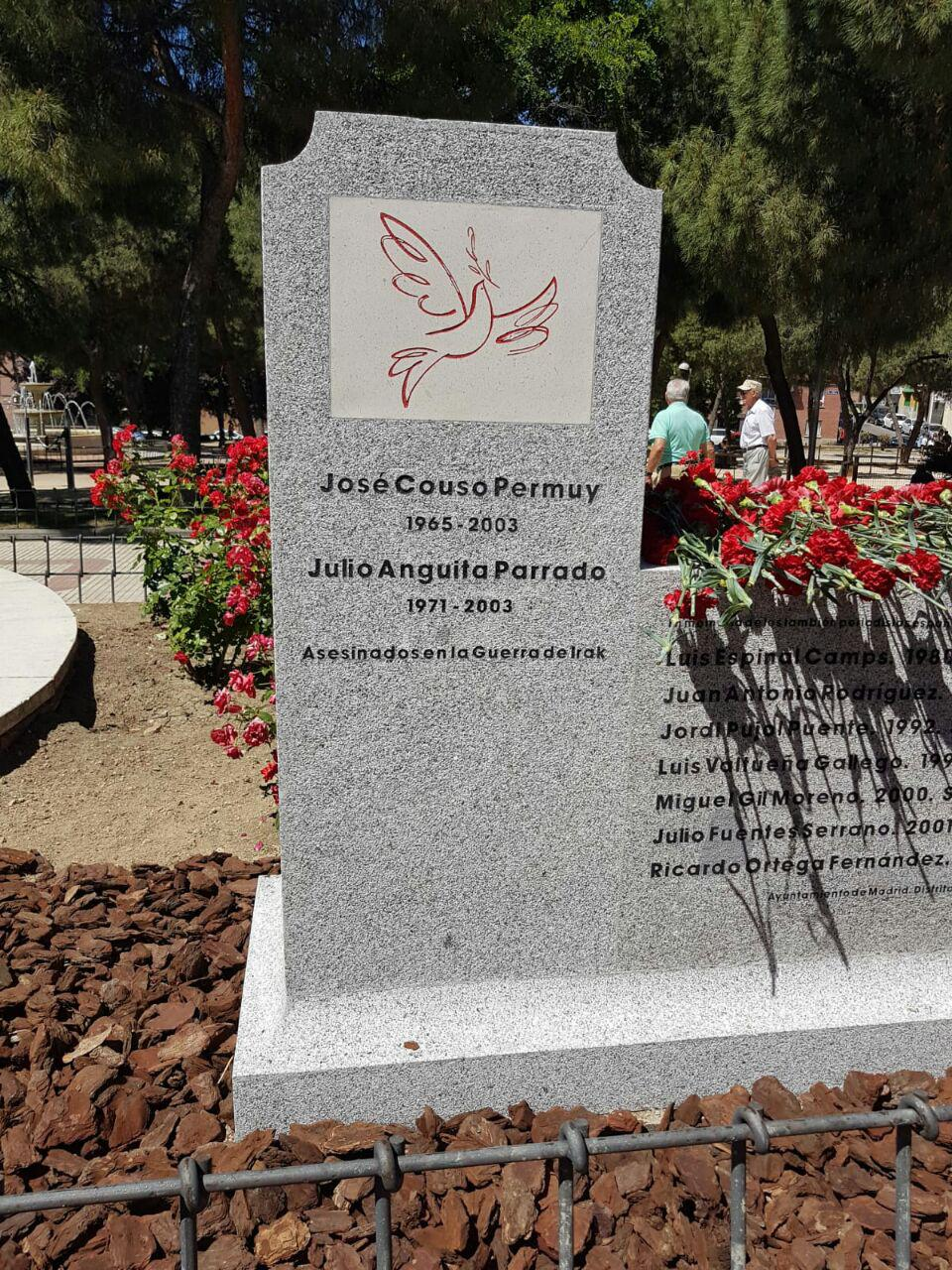
Monolito que homenajea a José Couso y Julio Anguita.

El padre de Julio A. Parrado, Julio Anguita, en aquellas fechas excoordinador general de Izquierda Unida, recibió la noticia de la muerte de su hijo cuando iba a intervenir en un acto organizado por la Unidad Cívica Republicana en el Teatro Federico García Lorca de Getafe (Madrid). Subió al estrado y manifestó, visiblemente emocionado: 

Mi hijo mayor, de 32 años, acaba de morir, cumpliendo sus obligaciones de corresponsal de guerra. Hace 20 días estuvo conmigo y me dijo que quería ir a la primera línea. Los que han leído sus crónicas saben que era un hombre muy abierto y buen periodista. Ha cumplido con su deber y yo por tanto voy a dirigir la palabra para cumplir con el mío .../...  Ha sido un misil iraquí, pero es igual, lo único que puedo decir es que vendré en otra ocasión y seguiré combatiendo por la tercera república. Malditas sean las guerras y los canallas que las hacen.

La frase «Malditas sean las guerras y los canallas que las hacen» ha quedado como una expresión antibélica en España.

## Premio Julio Anguita Parrado
En 2007 el Sindicato de Periodistas de Andalucía (SPA) y el Ayuntamiento de Córdoba crearon el Premio Julio Anguita Parrado de Periodismo. Desde su instauración los premiados han sido:
- 2007: la escritora y periodista iraquí Eman Ahmad Jamás.[9]
- 2008: el periodista colombiano Eduardo Márquez González.[10]
- 2009: la periodista congoleña Caddy Azzuba.[11]
- 2010: la periodista y defensora de los derechos humanos Mònica Bernabé Fernández.[12]
- 2011: el fotógrafo y periodista español Gervasio Sánchez.
- 2012: la periodista egipcia Shahira Amin.[13]
- 2013: el periodista griego Kostas Vaxevanis.[14]
- 2015: El colectivo mexicano Periodistas de a Pie.[15]
- 2016: la periodista española Mónica García Prieto
- 2017: el periodista salvadoreño Carlos Dada.[16]
- 2018: el periodista y corresponsal de la Agència EFE Javier Martín Rodríguez[17]
- 2019: la agencia de prensa del Sáhara Occidental Équipe Média[18]
- 2020: la periodista española Ana Alba García.[19]
- 2021: la periodista española Ángeles Espinosa[20]
- 2022: la periodista nicaragüense Patricia Orozco[21]
- 2023: la periodista española Gemma Parellada[22]
- 2024: el periodista palestino Wael Al-Dahdouh[23]

### Homenajes
La Cátedra Unesco de Resolución de Conflictos de la Universidad de Córdoba creó en 2023 un seminario permanente de periodismo en zona de conflicto con el nombre del periodista Julio Anguita Parrado.
En un parque del distrito de Ciudad Lineal en Madrid  se ha instalado un monolito que recuerda a Julio Anguita Parrado, a José Couso y otros.